# Radio Förderband
Radio Förderband war von 1984 bis 2001 ein Berner Lokalradio. Entstanden aus dem 1981 von den Journalisten Urs Schnell, Daniel Leutenegger und Beat Hugi gegründeten Kulturförderverein «Förderband», erhielt es 1983 kurz nach Legalisierung privater Radiosender in der Schweiz vom Eidgenössischen Energie- und Verkehrsdepartement eine Versuchskonzession zum Betreiben eines werbefinanzierten Kulturradios in der Region Bern, gleichzeitig mit dem konkurrierenden Vollprogramm-Sender Radio extraBE. 
Radio Förderband nahm am 31. Dezember 1983, fünf Minuten vor Ablauf der in der Konzession gesetzten Frist, seinen Betrieb auf. Die Studios waren in einer Wohnung im ersten Stock im Haus des Konzertlokals und Restaurants Bierhübeli. Das Team aus ehemaligen Zeitungs- und Radiojournalisten und freien Mitarbeitern produzierte zunächst ein Mittags- und Abendprogramm, später ein Tages- und Abendprogramm, und schliesslich ein 24-Stundenprogramm, bestehend aus Sendungen für sprachliche Minderheiten (neben Italienisch, Spanisch auch Türkisch und – damals – Serbokroatisch), für besondere Musikstile (französische Chansons, italienische Canzoni, tropische Spezialitäten, österreichische Neuigkeiten etc.), für Hörer mit Spezialinteressen (Bücher, Kino, Theater etc.) und aus mehrstündigen Gesprächssendungen. Da die Empfangssituation auf 96,7 MHz unbefriedigend war, sendete man ab März 1984 auf 104,2 MHz. 1990 wurde dem Sender im Rahmen einer neuen Sendernetzplanung wieder die alte Frequenz 96,7 MHz zugewiesen.

## Geschichte
Ein Trägerverein unter den Präsidenten Christoph Reichenau, späterer Kultursekretär der Stadt Bern und Franz Biffiger, SP-Grossrat und Architekt, sollte die Finanzierung sicherstellen. Die Arbeit war jedoch von Anfang an von Geldmangel geprägt; Organisations- und Vereinsstruktur banden die Kräfte der Akteure. 
Der Forschungsdienst der Schweizerischen Radio- und Fernsehgesellschaft (SRG) wies im ersten Jahr noch einige Tausend Hörer aus; ab 1985 wurde bei den Stichproben kein einziger Förderband-Hörer mehr gefunden. 1986 gründete Schawinski anstelle des insolventen Vereins eine Vermarktungsfirma (Radig AG) und pachtete das gesamte Volumen an Werbesekunden. Gleichzeitig wurde ein neues, kommerzielleres  Radioprogramm u. a. mit stündlichen Nachrichten entworfen und ab Juli 1986 aus neuen Studios am Hirschengraben 9 in Bern gesendet.
Neue Moderatoren und Redakteure waren Bänz Friedli, Jürg Hofer, Martin Freiburghaus. Bekannte Mitarbeiter waren Peter Balzli, Matthias Aebischer und Sven Epiney.
Am 16. Juli 1986 verbot das EVED die nicht konzessionierten programmatischen Änderungen, insbesondere das Nachrichtenformat. Während einiger Wochen wurden deshalb die Bern 104 – Radio Förderband-Nachrichten "kulturisiert": Der Berner Rocksänger Polo Hofer, der Jazzmusiker Franz Biffiger und andere sangen die Nachrichten; Redakteure rezitierten ihre Bulletins in Versform, lasen sie als Hörspiele vor oder erzählten sie einander als Stammtischgespräche. Später wurden die Nachrichtenbulletins nicht mehr als Nachrichten von Bern 104 – Radio Förderband präsentiert, sondern über Telefon als deutschsprachiges Nachrichtenbulletin (des französischsprachigen Radiosenders am Genfersee) Radio Thollon vorgelesen. Schliesslich erreichte eine Petition, eine Demonstration mit 7000 Teilnehmern vor dem Bundeshaus, und ein von Jazzmusikern veranstaltetes 'Konzert für Bundesrat Schlumpf' das Einlenken des EVED und die Genehmigung des neuen Programms im September 1986.
Von 6 bis 19 Uhr wurde nun ein kommerzielles, mehrheitenfähiges Tagesprogramm ausgestrahlt, mit stündlichen Nachrichten und drei täglichen Info-Stunden (7–8 h, 12–13 h, 17–18 h). Am Abend erklang eine bunte Mischung von Kultur-, Minderheiten- und Musikspecial-Sendungen. Am Sonntagmorgen hörte man klassische Musik und die Kirchensendung, am Sonntagnachmittag volkstümliche Musik und am Sonntagabend eine zwei- bis dreistündige Gesprächssendung.
Im November 1987 wurde der Sender von Zaffaraya-Sympathisanten besetzt, zeitgleich wie 'Radio ExtraBe'. Die Besetzer strahlten auf beiden Sendern politische Aufrufe aus. 
2001 wurde aus Radio Förderband Radio BE1.